# Isolepis carinata
Isolepis carinata är en halvgräsart som beskrevs av William Jackson Hooker, George Arnott Walker Arnott och John Torrey. Isolepis carinata ingår i släktet borstsävssläktet, och familjen halvgräs. Inga underarter finns listade i Catalogue of Life.